# کورتنوا
کورتنوا (به ایتالیایی: Cortenova) یک کومونه در ایتالیا است که در استان لکو واقع شده‌است.

## خصوصیات
کورتنوا ۱۱٫۶ کیلومترمربع مساحت و ۱٬۲۴۰ نفر جمعیت دارد و ۴۸۳ متر بالاتر از سطح دریا واقع شده‌است.